# Хуго X (XI) фон Монфор-Тетнанг

Хуго X (XI) фон Монфор-Тетнанг (на немски: Hugo X (XI), Herr von Montfort-Tettnang; † сл. 1411) е граф на Монфор и господар в Тетнанг в Баден-Вюртемберг.

## Произход
Той е син на граф Хайнрих III (IV) фон Монфор-Тетнанг († 1408) и третата му съпруга Клара фон Елербах († сл. 1384), дъщеря на Буркхард фон Елербах. По-малък полубрат е на Рудолф V (VI) фон Монфор-Ротенфелс-Шеер († 1425), ландграф в Горна Швабия, и на Хайнрих II фон Монфор-Тетнанг († 1397). Сестра му Кунигунда фон Монфор († сл. 1429) е омъжена пр. 17 март 1405 г. за Улрих V фон Мач († 1430/1431). Полусестра му Анна фон Монфор († 1373) е омъжена за граф Хайнрих III фон Фюрстенберг, ландграф в Баар († 1367)

## Фамилия
Хуго X (XI) фон Монфор-Тетнанг се жени пр. 18 октомври 1403 г. за Анна фон Щадек, дъщеря на Ханс фон Щадек, капитан на Щирия. Бракът е бездетен.